# Кучокостейка
Кучокостейка (на гръцки: Μύλος, Милос, до 1962 година Κουτσοκωσταίικα, Куцокостейка) е село в Егейска Македония, Гърция, дем Кукуш, област Централна Македония с 247 жители (2001).

## География
Селото е разположено южно от град Кукуш (Килкис), в Солунското поле.